# Christy Hemme

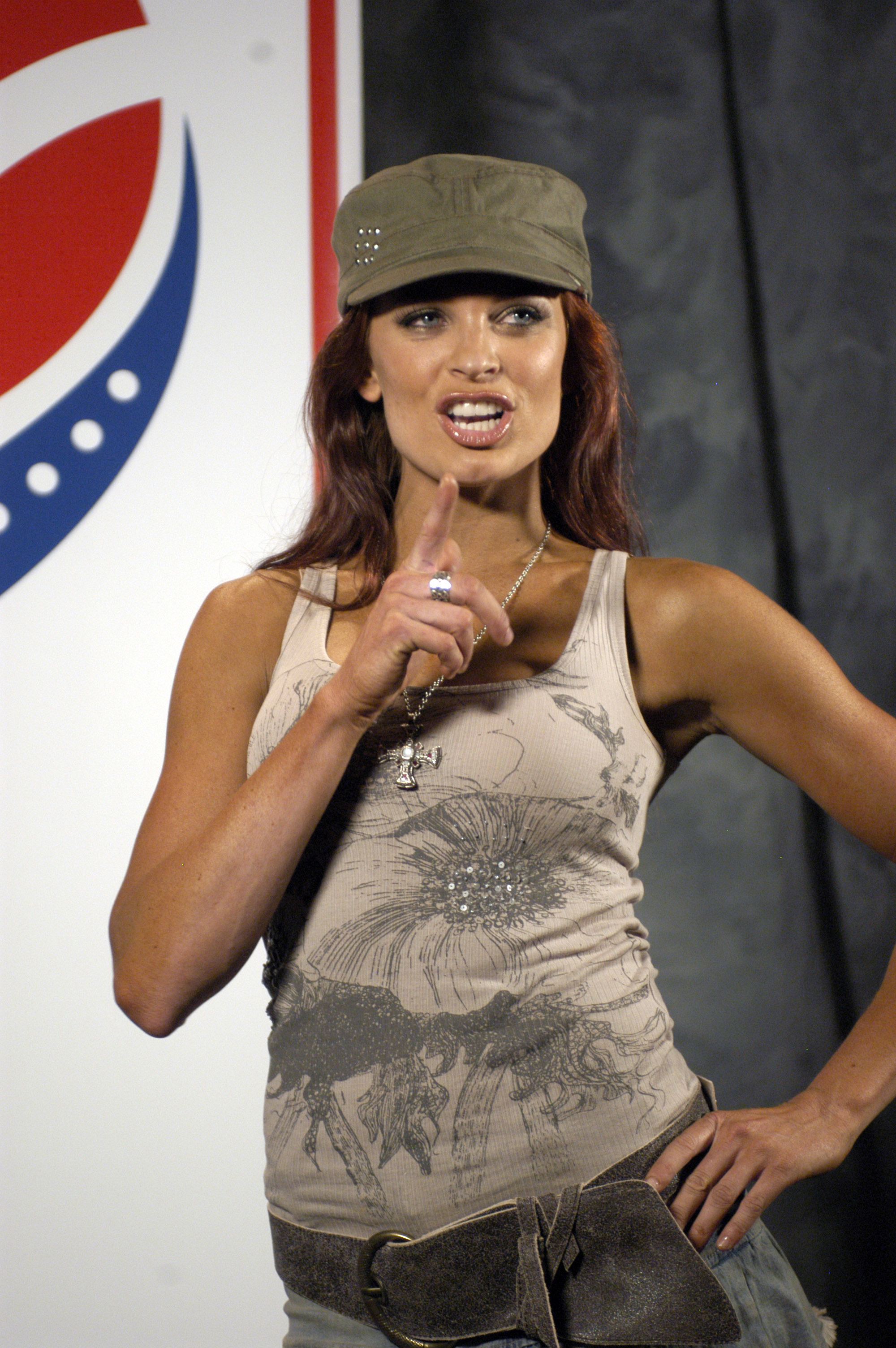
Christy Hemme w 2004 roku

Christina „Christy” Hemme (ur. 28 października 1980 w Poway) – amerykańska aktorka oraz wrestlerka pracująca obecnie w federacji TNA.
W latach 2004–2005 występowała w World Wrestling Entertainment. W kwietniu 2006 podpisała kontrakt z federacją TNA. W pierwszej walce pokonała „The Big Fat Oily Guya” na Against All Odds w Tuxedo match.

## Osiągnięcia
WWE
- Zwycięstrzyni Diva Search w 2004

TNA
- Wrestlerka Roku w 2006.